# David Sigmund Büttner

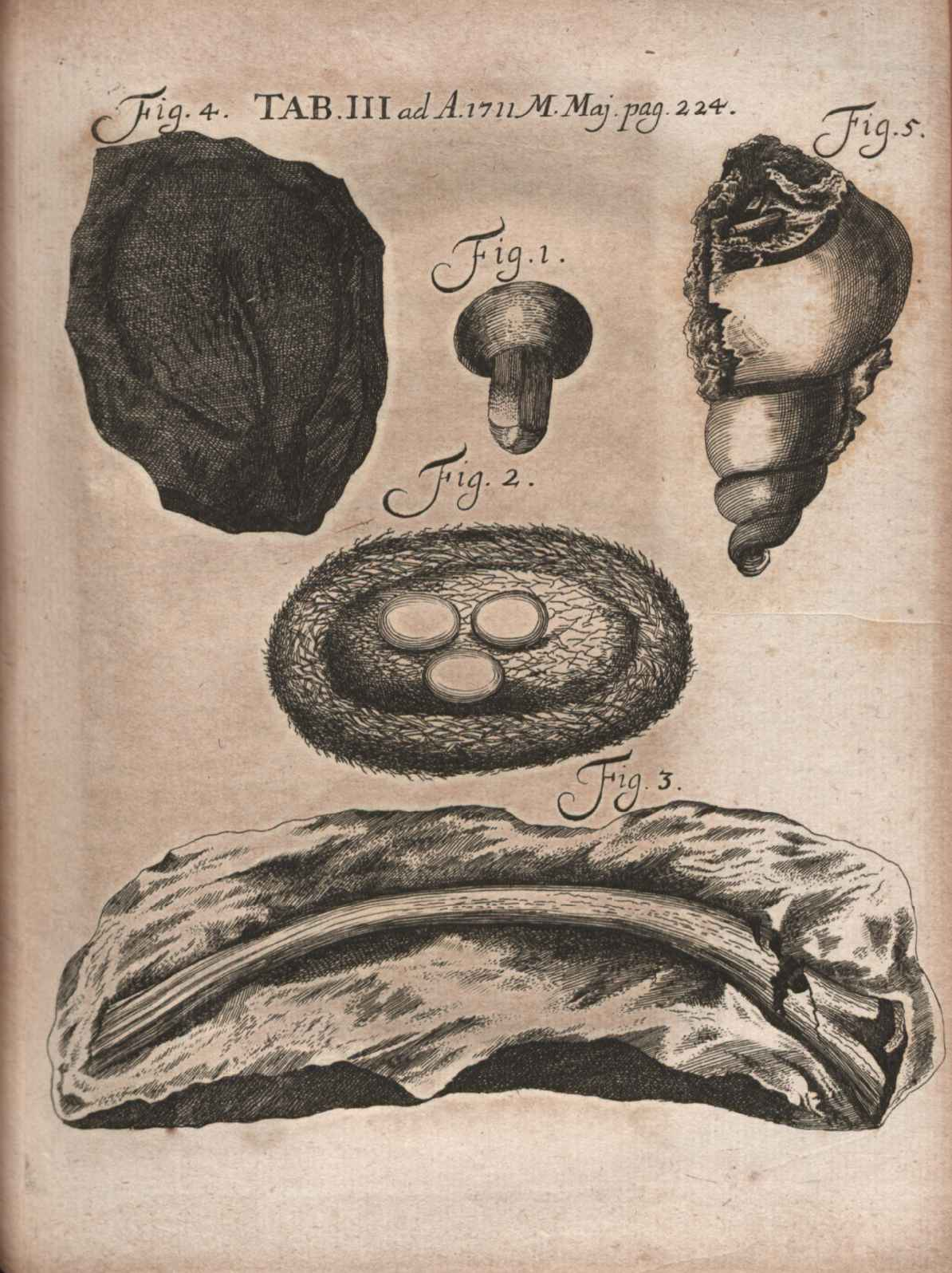
Abbildungen fossiler Muscheln aus Büttner, Rudera diluvii testes, 1710, nach der Rezension in den Acta Eruditorum von 1711

David Sigmund Büttner, auch David Sigismund Büttner, latinisiert David Sigefridus Buttnerus, (* 30. August 1660 in Lichtenstein/Sa.; † 25. September 1719 in Querfurt) war ein deutscher evangelischer Geistlicher und früher Geologe und Paläontologe.

## Leben
Büttner war der Sohn des Diakons David Büttner, ging in Schneeberg (Erzgebirge) zur Schule und bildete sich in Zwickau bei Christian Daum weiter, bevor er 1678 sein Theologie-Studium in Leipzig begann. Seine Lehrer waren dort Johann Adam Scherzer und Valentin Alberti und er erhielt Zugang zur Privatbibliothek von Joachim Feller. Er erlebte eine Pest-Epidemie in Leipzig und ging 1680 nach Jena. Er war Schüler und Reise-Sekretär von Caspar Sagittarius (1643–1694) und unterrichtete als Privatlehrer Harfe, Dichtkunst und Rhetorik in Erfurt. Bald darauf floh er erneut vor der Pest bis nach Straßburg und kehrte 1683 nach Mansfeld zurück, wo sein Vater Generaldekan war. 1683 wurde er Pfarrer in Stedten und dann in Farrenstedt. 1684 heiratet er Anna Euphrosinia Sickel. 1690 bis zu seinem Tod 1719 war er Diakon an St. Lamperti in Querfurt. Er war für sein Naturalienkabinett bekannt und auch als Prediger. Er stand mit Gelehrten wie Georg Ernst Stahl, Johann Jakob Scheuchzer und dem Altdorfer Medizinprofessor Johann Jakob Baier (1677–1735) in Briefwechsel. Er stand auch mit August Hermann Francke in Briefwechsel, steuerte Exponate zu der Naturaliensammlung des Waisenhauses von Francke in Halle bei und war nach 1700 in den Pietismus-Streit der lutherischen Kirche verwickelt, bei dem ihn Francke beriet. Nach einer Predigt, in der er seiner Ansicht nach überbordende Weihnachtsbräuche einschließlich Theateraufführungen kritisierte, wurde er des Pietismus verdächtigt und von seinem Vorgesetzten, Superintendent und Bürgermeister Johannes Schwartze (1637–1725) beim Konsistorium in Weißenfels verklagt.
Nach seinem Tod wurde sein Naturalienkabinett an den Kaufmann Johann David Geysel nach Nürnberg verkauft.

## Werk
Er interpretierte Fossilien wie auch sein Zeitgenosse Nicolaus Steno als Überreste von marinen Lebewesen und hielt sie für Opfer der biblischen Sintflut (Diluvium), das heißt von dieser an einen anderen Ort transportiert. Eine damals weit verbreitete Ansicht hielt Fossilien dagegen zum Beispiel in der Tradition von Aristoteles oder Albertus Magnus für Naturspiele, erzeugt durch dem Schlamm innewohnende Urkräfte oder samengeschwängerte Dünste. Büttner gehörte wie auch zum Beispiel Johann Jakob Scheuchzer und John Woodward zu den Diluvianern, Vorläufern der Neptunisten des 18. Jahrhunderts. Verwitterungsersscheinungen und das zerklüftete Erscheinungsbild von Bergen wie die Greifensteine im Erzgebirge (aus Granit) deuteten nach Büttner auf die Gewalt der Sintflut. Zu den marinen Fossilien, die er bei Querfurt und im Umland fand und beschrieb, gehören auch Korallen (in Geschieben des Ordovizium und Silur, sowie Feuersteine der Kreide, die er für Korallen hielt), über die er 1714 veröffentlichte. In seinem Naturalienkabinett stellte er rezente marine Lebewesen ihren Fossilien-Gegenstücken gegenüber.
1695 berichtete er über im Jahr zuvor getätigte prähistorische Urnen-Funde in Liederstädt bei Querfurt.
Christian Polykarp Leporin schrieb 1719 seinen Nekrolog, wobei er auf handschriftliche Aufzeichnungen von Büttner selbst zurückgriff.

## Schriften
- Beschreibung des LeichenBrands und Toden-Krüge/ Jnsonderheit derer/ so Anno 1694. zu Lütherstädt unfern Qvernfurth gefunden worden. Zeitler, Halla 1695 (Digitalisat).
- Rudera diluvii testes, i. e. Zeichen und Zeugen der Sündfluth / In Ansehung des itzigen Zustandes unserer Erd- und Wasser-Kugel / Insonderheit der darinnen vielfältig auch zeither in Querfurtischen Revier Unterschiedlich angetroffenen / ehemals verschwemten Thiere und Gewächse / Bey dem Lichte natürlicher Weißheit betrachtet. J. Fr. Braun, Leipzig 1710, (Digitalisat).
- Coralliographia subterranea. Seu Dissertatio De Coralliis Fossilibus, In Specie De Lapide Corneo, Horn- oder gemeinem Feuerstein. F. Groschuff, Leipzig 1714, (Digitalisat).